# 裴勇浚
裴勇浚（：／ Bae Yongjoon */?，1972年8月29日—），韓國男演員和Keyeast經紀公司創辦人、名字常被誤寫為裴勇俊。1994年11月1日，參加KBS Audition而出道。2015年5月14日，根據韓國經紀公司KEYEAST宣布，演員兼社長的裴勇浚和旗下女藝人朴秀真從2015年2月開始互有好感，逐漸發展成戀人，預定於2015年秋季舉行婚禮。其後更提前於2015年7月27日在韓國首爾華克山莊舉行非公開婚禮，並否認是奉子成婚。華克山莊也是裴永浚演出電視劇情定大飯店的取景地之一。2016年4月29日，二人透過經紀公司公開朴秀真懷孕的消息。

## 演出作品

### 電視劇
- 1994年：KBS《愛的問候》飾演 金勇民
- 1995年：KBS《年輕人的陽地》
- 1995年：KBS《离别的六阶段》
- 1995年：PSB《海風》
- 1996年：KBS《爸爸》
- 1996年：KBS《初戀》飾演 成燦宇
- 1998年：KBS《赤足青春》
- 1999年：MBC《我們真的愛過嗎》
- 2001年：MBC《情定大飯店》飾演 申東賢
- 2002年：KBS《冬季戀歌》飾演 李民亨
- 2007年：MBC《太王四神記》飾演 桓雄、谈德
- 2007年：EX《情定大飯店》（特別出演）
- 2011年：KBS《Dream High》飾演 鄭夏明（特別出演）

### 電影
- 1995年：《畢九》飾演 Shock member
- 2003年：《醜聞-朝鮮男女相悅之事》飾演 趙元
- 2005年：《外出》飾演 金仁書

## 書籍
- 2010年，譯者：葛增娜，出版社：布克文化，ISBN 9789866278099。

## 評價
- 《冬季戀歌》在台灣播出後，裴勇浚在台灣被稱為“師奶殺手”。也有某部分的人暱稱其為“勇樣”（源於日文漢字）

## 公益宣傳
- 2009年12月將為聯合國氣候條約「Seal the Deal」公益宣傳視頻做配音，向世人宣揚氣候變化對地球影響的嚴重性，並呼籲人類應拯救地球的未來。

## 爭議事件
於2010年播出的日本動畫《學園默示錄》（HIGHSCHOOL OF THE DEAD）第五集，有一隻殭屍長得像裴勇浚，就算變成殭屍仍然保持著眼鏡和笑容，被南里香譏諷為「一副討厭的偽娘相」，並且成為第一位被南里香狙殺的殭屍。播出後引來很大的爭議，甚至有韓國粉絲要求電視台停播。